# Ян Филипович
Ян Филипович  (1520-1524) (Philipowicz, Philippi) — за деякими даними — походив із шляхетської родини на Русі, гербу Побуг, хоча більш імовірним є його міщанське або навіть плебейське походження, адже в джерелах він згадується як honestus — термін, типовий для міщанського стану.
Свою кар’єру він, очевидно, завдячував власним здібностям і здобутій освіті. Невідомо, хто фінансував його навчання за кордоном у Болоньї, де 6 квітня 1495 року він здобув ступінь доктора декретів (церковного права). Завдяки контактам, встановленим на Апеннінському півострові, він згодом отримав титули апостольського протонотарія та віце-комеса папського двору.
Хоча походив із Русі, церковна кар’єра Яна Філіповича була пов’язана насамперед із Вільнюсом. Щонайменше з 1497 року він виступав свідком у документах вільнюських єпископів. Уже в 1501 році він був каноніком вільнюської катедральної капітули, а не пізніше 1504 року — піднявся до сану прелата-кустоша, який зберіг до кінця життя, навіть після єпископської номінації.
Не пізніше 1517 року Ян Філіпович був включений до числа королівських секретарів. З королівським (точніше — великокнязівським) двором його пов’язували тісні зв’язки ще раніше. Щонайменше з 1508 по 1518/1519 роки він виконував обов’язки латинського писаря (секретаря). У 1509 році він продав королеві Олені, вдові Олександра Ягеллончика, свій будинок на Вільнюському замку. У 1518 році, шляхом опції, він отримав капітульний маєток Поніжани.
На київську єпископську кафедру його призначив король Сигізмунд I Старий у 1519 році. Папа Лев X надав провізію 4 липня 1520 року, однак у капітульних записах від 3 і 20 жовтня того ж року, а також 27 квітня 1521 року, він усе ще згадується як єпископ-елект, тобто не був посвячений. Коли саме відбулася його хіротонія і хто був її здійснювачем — невідомо.
Як ординарій Києва, Ян Філіпович залишився пов’язаний із Вільнюсом, де зберіг свою попередню кустодію катедри. У період слабкого управління Вільнюською дієцезією з боку її єпископа — Яна з литовських князів, природного сина Сигізмунда I — Філіпович відігравав важливу роль у керуванні дієцезією.
2 вересня 1520 року, разом із ординарієм місця та місцевим суфраганом Якубом з Міхова, єпископ-елект Києва вітав у Вільнюсі папського нунція Захарія Феррарі.
Ян Філіпович помер 9 лютого 1524 року у Вільнюсі, у своєму будинку, і був похований у Вільнюській катедрі, якій заповів значні пожертви у своєму тестаменті.